# Мартоноша
Мартоно́ша (укр. Мартоноша) — село в Новомиргородской городской общине Новоукраинского района Кировоградской области Украины.
Население по переписи 2001 года составляло 1554 человека. Почтовый индекс — 26033. Телефонный код — 5256. Код КОАТУУ — 3523884401.

## История
В 1751-1752гг на свободных и малозаселенных землях Дикого Поля на правобережье р. Днепр, по разрешению императрицы Елизаветы, поселились переселенцы из Сербии во главе с генерал-майором Иваном Хорватом: два гусарских полка и два пандорских (отличающихся исключительной храбростью) пехотных полка. Это 620 семей (сербы, болгары, молдаване). Каждая семья получила землю, жалованье, права, привилегии и т. д. Расселились ротами по южной границе и вдоль реки Большая Высь.
Десятая рота — будущее село Каниж
Девятая рота — будущее село Панчево
Восьмая рота — будущее село Мартоноша
До 2020 года село входило в Новомиргородский район
В Мартоноше в 2023 году жили 1500 человек.

## Известные уроженцы
- Гервасиев, Андрей Никитич (1906—1997) — советский военачальник, генерал-лейтенант.
- Гладкий, Дмитрий Спиридонович (1911—1959) — молдавский советский партийный и государственный деятель, первый секретарь ЦК КП Молдавии (1952—1954).